# Казаминовые кислоты
Казаминовые кислоты представляют собой смесь аминокислот и коротких пептидов, полученных в результате кислотного гидролиза казеина. Казаминовые кислоты обычно используются для приготовления искусственных микробиологических питательных сред. Препарат казаминовых кислот содержит достаточное количество всех незаменимых аминокислот, кроме триптофана. Триптофан практически полностью разрушается при гидролизе казеина серной или соляной кислотами .
Препарат казаминовых кислот аналогичен триптону. В отличие от казаминовых кислот триптон получают в ходе неполного ферментативного гидролиза, поэтому в триптоне содержатся некоторых олигопептиды, а казаминовые кислоты представляют собой преимущественно свободные аминокислоты.

## Использование
Казаминовые кислоты входят в состав или используются при изготовлении АКДС вакцины марки Daptacel.
Используются как источник аминокислот. Препарат казаминовых кислот содержит небольшое количество цистина. Триптофан и витамины разрушаются под воздействием кислоты в ходе гидролиза. Остальные аминокислоты (в разных количествах) служат источником азота и углерода для различных микроорганизмов.
Аминокислоты хорошо растворимы и подходят для приготовления питательных сред для культуры тканей. Содержание солей обычно составляет 30-40 %.

## Внешний вид
- Сыпучий порошок от белого до телесного, бледно-коричневого (тан) цвета
- Растворимость (2 %)
- Раствор бесцветный, светло-желтый, прозрачный